# 菲律賓國家足球隊
菲律賓國家足球隊（英語：Philippines national football team）是菲律賓的官方男子足球代表隊，由菲律賓足球協會管理。儘管菲律賓是擁有最悠久的足球歷史的亞洲國家之一，於1913年與中華民國進行首場國際比賽，惟示今未在國際賽事上取得重要成就。
菲律賓的球衣贊助商是Puma。

## 歷史
菲律賓足球實力一向不振，在2002年世界盃外圍賽，菲律賓六場小組賽一場不勝榜尾出局，其中更恥辱地以0-12敗給敘利亞及0-7敗給阿曼。菲律賓之後決定放棄參與2006年及2010年世界盃外圍賽，以便專注於發展國內青少年足球和備戰參加南亞運動會及亞細安足球錦標賽。
闊別了兩屆世界杯外圍賽後，菲律賓於2011年參加2014年世界杯外圍賽，於首圈比賽在主客以總比數5-1淘汰斯里蘭卡，晉級次圈；此場賽事為菲律賓在世界杯外圍賽中的首場勝仗。於次圈，菲律賓以總比數1-5敗給科威特出局。

### 近年
2009年菲律賓企業家帕拉米（Dan Palami）出任國家隊經理人，他提出了100計畫，其目的在將菲律賓隊的世界排名提升至百名內。並且開始招攬海外歸化球，以及發展職業聯賽。
2013年6月4日作客旺角大球場憑香港足球代表隊陳偉豪失誤解圍變助攻。菲律賓由前鋒占士楊哈斯賓頭鎚頂入龍門葉鴻輝十指關，結果憑此入球以1-0擊敗香港隊。
2018年世界杯外圍賽，菲律賓與烏茲別克、巴林及北韓三支亞洲強隊同組，但菲律賓卻曾在主場擊敗巴林及北韓，取得小組第三名，雖無法晉級，但創下菲律賓歷來最好的世界盃外圍賽成績。
2019年亞洲杯決賽周名額增至24隊，而2018年時杜利領軍的菲律賓亦取得外圍賽第三輪小組首名，首次晉身亞洲盃決賽周。隨後為求亞洲盃有所成績，菲律賓改聘曾執教於英格蘭、墨西哥國家隊的斯文·約蘭·艾歷臣為主帥。可惜菲律賓在分組賽分別不敵南韓、中國及吉爾吉斯，三戰全敗出局。
2022年世界杯外圍賽，菲律賓與敘利亞、中國、馬爾代夫及關島同組，菲律賓曾在主場迫和中國，最後取得小組第三名，無法晉級第三圈外圍賽。
2023年亚足联亚洲杯外围赛第三轮，菲律宾与巴勒斯坦、蒙古及也门同组。菲律宾首兩場比賽只能賽和也門及險勝蒙古，在六組次名球隊中位列最後，最后一场非勝不可的比賽以0-4大败給巴勒斯坦，只得以1胜1平1败得4分，於六组次名队伍当中排名垫底，无法晋级亚洲杯決賽周。

## 球员名单
| 號碼 | 位置 | 球員姓名                            | 出生日期（年齡） | 出賽 | 入球 | 效力球會          |
| ---- | ---- | ----------------------------------- | ---------------- | ---- | ---- | ----------------- |
|      |      | 尼爾·埃瑟里奇（Neil Etheridge）     | 1990年2月7日     | 76   | 0    | 伯明翰            |
|      |      | 帕特里克·德耶托                     | 1990年2月15日    | 18   | 0    | 春武里            |
|      |      | 凯文·雷·门多萨（Kevin Ray Mendoza） | 1994年9月29日    | 7    | 0    | 吉隆坡市          |
|      |      |                                     |                  |      |      |                   |
|      | 后卫 | 佐藤大辅                            | 1994年9月20日    | 58   | 3    | 萬隆              |
|      | 后卫 | 卡利·德穆尔加                       | 1988年11月30日   | 57   | 4    | 巴日托            |
|      | 后卫 | 西蒙尼·罗塔                         | 1984年11月6日    | 31   | 2    | 卡雅              |
|      | 后卫 | 杰斐逊·塔比纳斯                     | 1998年8月7日     | 11   | 0    | 水戶蜀葵          |
|      | 后卫 | 杰西·柯伦                           | 1996年7月26日    | 9    | 0    | 拉查布里府        |
|      | 后卫 | 克里斯琴·朗蒂尼                     | 1999年7月20日    | 7    | 1    | 培斯塔坦格朗      |
|      | 后卫 | 奥迪·门兹                           | 1994年10月11日   | 6    | 1    | 卡雅              |
|      | 后卫 | 西门·林博                           | 1998年2月18日    | 4    | 0    | 佩斯克諫義里      |
|      | 后卫 | 圣地亚哥·鲁布利科                   | 2005年8月18日    | 4    | 0    | 馬德里競技青年A隊 |
|      |      |                                     |                  |      |      |                   |
|      | 中場 | 斯特凡·施罗克                       | 1986年8月21日    | 60   | 6    | 马尼拉            |
|      | 中場 | 曼努埃尔·奥特（Manny Ott）          | 1992年5月6日     | 60   | 4    | 吉打达鲁阿曼      |
|      | 中場 | 凯文·英格雷索                       | 1993年2月10日    | 40   | 4    | 斯里彭亨          |
|      | 中場 | 迈克·奥特                           | 1995年3月2日     | 37   | 5    | 巴日托            |
|      | 中場 | 马尔温·安赫莱斯                     | 1991年1月9日     | 27   | 1    | 卡雅              |
|      | 中場 | 丹尼斯·维拉纽瓦                     | 1992年4月28日    | 16   | 0    | 泰路警察          |
|      | 中場 | 贾斯汀·巴斯                         | 2000年3月16日    | 13   | 0    | 卡雅              |
|      | 中場 | 耶苏·梅里扎                         | 1992年4月20日    | 8    | 1    | 卡雅              |
|      | 中場 | 奥斯卡里·吉科宁                     | 1999年9月24日    | 8    | 0    | 南奔勇士          |
|      | 中場 | 波奇奥罗·布加斯                     | 2001年12月3日    | 5    | 0    | 吳哥老虎          |
|      |      |                                     |                  |      |      |                   |
|      | 前鋒 | 帕特里克·赖歇尔特                   | 1988年6月5日     | 80   | 14   | 吉隆坡市          |
|      | 前鋒 | 健次郎·丹尼尔斯                     | 1995年1月13日    | 39   | 4    | 兰氏努桑塔拉      |
|      | 前鋒 | OJ·波特里亚                         | 1994年5月9日     | 35   | 2    | 吉兰丹联          |
|      | 前鋒 | 比恩韦尼多·马拉尼昂                 | 1986年5月15日    | 13   | 4    | 庄他武里          |

## 歷屆世界盃足球賽成績
- 1930年 至 1938年 - 沒有參賽
- 1950年 - 退出
- 1954年 至 1962年 - 沒有參賽
- 1966年 - 由於無法支付經費而未獲國際足協批准參賽
- 1970年 - 沒有參賽
- 1974年 - 退出
- 1978年 至 1994年 - 沒有參賽
- 1998年 - 外圍賽出局
- 2002年 - 外圍賽出局
- 2006年 至 2010年 - 沒有參賽
- 2014年 - 外圍賽出局
- 2018年 - 外圍賽出局
- 2022年 - 外圍賽出局
- 2026年 - 外圍賽出局'

## 歷屆亞洲盃足球賽成績
- 1956年 - 外圍賽
- 1960年 - 外圍賽
- 1964年 - 外圍賽出局
- 1968年 - 外圍賽出局
- 1972年 - 沒有參賽
- 1976年 - 沒有參賽
- 1980年 - 外圍賽出局
- 1984年 - 外圍賽出局
- 1988年 - 沒有參賽
- 1992年 - 沒有參賽
- 1996年 - 取消參賽資格
- 2000年 - 外圍賽出局
- 2004年 - 外圍賽出局
- 2007年 - 沒有參賽
- 2011年 - 沒有參賽
- 2015年 - 沒有參賽
- 2019年 - 分組賽出局
- 2023年 - 外圍賽出局

## 歷屆東南亞足球錦標賽成績
- 1996年 至 2007年 - 第一圈
- 2008年 至 2014年 - 2012、2014年準決賽

## 歷屆亞洲挑戰盃足球賽成績
- 2006年 - 第一圈
- 2008年 - 外圍賽出局
- 2010年 - 外圍賽出局
- 2012年 - 季軍
- 2014年 - 亞軍